# Manohar Thana
Manohar Thana é uma vila no distrito de Jhalawar, no estado indiano de Rajastão.

## Demografia
Segundo o censo de 2001, Manohar Thana tinha uma população de 9227 habitantes. Os indivíduos do sexo masculino constituem 52% da população e os do sexo feminino 48%. Manohar Thana tem uma taxa de literacia de 64%, superior à média nacional de 59.5%: a literacia no sexo masculino é de 73% e no sexo feminino é de 54%. Em Manohar Thana, 18% da população está abaixo dos 6 anos de idade.